# Espinosa de Cerrato
Espinosa de Cerrato è un comune spagnolo di 249 abitanti situato nella comunità autonoma di Castiglia e León.